# 马冈镇
马冈镇，是中华人民共和国广东省江门市开平市下辖的一个乡镇级行政单位。

## 行政区划
马冈镇下辖以下地区：
马冈圩社区、公安圩社区、横安村、高元村、上郭村、官堂村、乐善村、大布村、红丰村、龙冈村、大厂村、黄屋村、荣塘村、北湖村、陂头咀村、丽溪村、长间村、联冈村、蒲冈村、牛山村、虎山村和联合村。